# Grecia en el Festival de la Canción de Eurovisión 2010
Grecia fue el tercer país europeo en confirmar su presencia en el Festival de la Canción de Eurovisión 2010.
Con esta participación, Grecia realiza su trigésima primera participación en el Festival de la Canción de Eurovisión.

## Elección del representante
Para elegir a su representante, al contrario que el año anterior en el que se eligió al cantante internamente haciendo una gala después para elegirle canción, ese año hubo una final el 10 de marzo de 2010 en el que participaron nueve artistas del país, inicialmente iban a ser diez cantantes, pero se retiró la cantante griego-francesa Despina Ricci. En 2009, Grecia alcanzó el puesto número 7 de 25, con 120 puntos, por lo que deberá de pasar por una de las semifinales.

### Artistas participantes
Los artistas que participarán en la preselección son:
- Giorgos Alkaios & Amigos
- Yorgos Karadimos
- Manos Pyrovolakis & MP3 (Eleni Foureira)
- Second skin
- Christos Hatzinasios
- Katerine Avgoustakis
- Melisses
- Eleftheria Eleftheriou
- Emigre

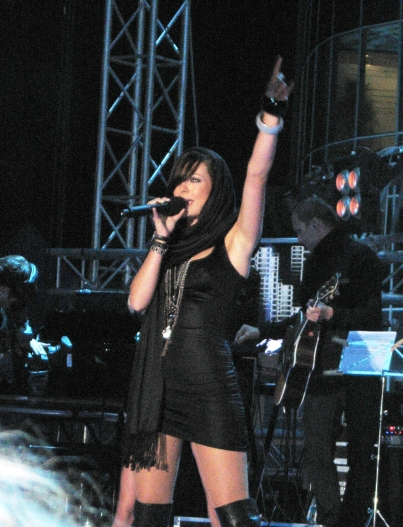
Katerine Avgoustakis, una de las participantes de la final nacional.

La cantante Despina Ricci también participaba en la preselección, pero decidió abandonar por falta de tiempo para preparar la actuación.
La cantante Katerine Avgoustakis ha sido descalificada por publicar antes de tiempo su candidatura, con un remix en YouTube.

## Final
Grecia terminó en la octava posición con 140 puntos, mientras que Alemania ganó con 246 puntos.